# Marofototra
Marofototra is een plaats en gemeente in Madagaskar gelegen in het district Mananjary van de regio Vatovavy-Fitovinany. Er woonden bij de volkstelling in 2001 ongeveer 15.000 mensen.
In de plaats is basisonderwijs en voortgezet onderwijs voor jonge kinderen beschikbaar. 98% van de bevolking is landbouwer. Het belangrijkste gewas is cassave en rijst, maar er wordt ook pinda's en koffie verbouwd. 2% van de bevolking is werkzaam in de dienstensector.